# هامبارتسوم لیمونجیان
هامبارتسوم لیمونجیان (ارمنی: Համբարձում Լիմոնջեան؛ انگلیسی: Hampartsoum Limondjian؛ ۱۷۶۸ – ۲۹ ژوئن ۱۸۳۹) یک آهنگساز در سبک موسیقی کلاسیک و Armenian chant و نظریه‌پرداز موسیقی ارمنی بود. وی «سیستم نت‌نویسی هامبارتسوم» را گسترش داد که سیستم نت‌نویسی موسیقی کلاسیک ارمنی و عثمانی تا عصر حاضر بود. این سیستم هم‌اکنون در کلیسای حواری ارمنی کاربرد دارد.

## ابتدای زندگی
هامبارتسوم لیمونجیان در سال ۱۷۶۸ در کنستانتینوپل از والدینی به نام‌های سارگیس و کاترینا به دنیا آمد. والدین اصالتاً اهل خارپرت بودند که به کنستانتینوپل نقل مکان نموده بود، تهیدست بودند و قادر بودند پسرشان به مدرسه ابتدایی بفرستند. پس از پایان دبستان هامبارتسوم لیمونجیان در یک خیاطی مشغول به کار شد. لیموجیان که شیفته موسیقی بود با حضور در مراسم کلیسای ارمنی، شروع به یادگیری دروس موسیقی در داخل کلیسا نمود. وی در سن ۲۷ سالگی ازدواج نمود و صاحب شش فرزند شد همچنین یکی از فرزندانشان به نام زینوب لیمونجیان (۱۸۱۰–۱۸۶۶) به آهنگسازی و نوازندگی نی پرداخت. هامبارتسوم لیموجیان دروس موسیقی ارمنی از موسیقیدانی ارمنی همچون گریگور کاراساکالیان (۱۷۳۶–۱۸۰۸) و زینه پوغوس (۱۷۴۶–۱۸۲۶) فرا گرفت. وی در سن ۷۱ سالگی درگذشت و در گورستان ارمنی هاکوپ مقدس به خاک سپرده شد.

## نگارخانه

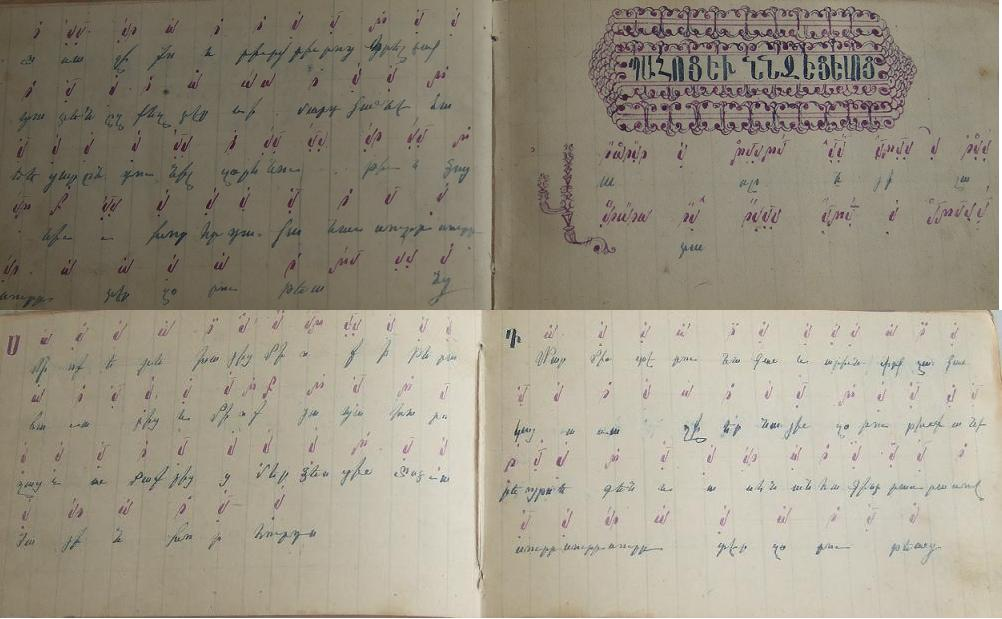